# 堀毛一麿
堀毛 一麿（ほりけ かずまろ、1895年〈明治28年〉5月5日 - 1969年〈昭和44年〉12月15日）は、日本の陸軍軍人、軍事評論家。最終階級は陸軍少将。

## 経歴
岡山県出身。官吏・堀毛一箭の息子として生まれる。麻布中学校、陸軍中央幼年学校予科、中央幼年学校本科を経て、1916年（大正5年）5月、陸軍士官学校（28期）を卒業。同年12月、砲兵少尉に任官し野砲兵第5連隊付となる。1920年（大正9年）11月、陸軍砲工学校高等科（26期）を卒業。1925年（大正14年）11月、陸軍大学校（37期）を卒業した。
1926年（大正15年）1月、野砲兵第5連隊中隊長に就任。陸軍省整備局付勤務、整備局課員を経て、1930年（昭和5年）4月から1932年（昭和7年）7月までソビエト連邦駐在となり、ソ連砲兵隊付となる。その間、1931年（昭和6年）8月、砲兵少佐に昇進。帰国後、陸軍野戦砲兵学校教官に就任し、陸大教官を務め、1935年（昭和10年）8月、砲兵中佐に進んだ。
1937年（昭和12年）7月、支那駐屯軍参謀に発令され日中戦争に出征。同年8月、北支那方面軍参謀に転じ、1938年（昭和13年）3月、砲兵大佐に昇進した。同年7月、大本営参謀に転じて帰国。陸大教官を経て、1939年（昭和14年）8月、野砲兵第5連隊長に発令され再び中国戦線に出征。1940年（昭和15年）12月、陸軍公主嶺学校教官に転じ満州に赴任。1941年（昭和16年）8月、陸軍少将に進級した。同年10月、第12砲兵団長に就任し、野戦砲兵学校付、第2軍参謀長を経て、1943年（昭和18年）10月、第1軍参謀長に就任し中国戦線に出征。1944年（昭和19年）12月、室蘭防衛司令官に発令され帰国し、本土決戦に備える中で終戦を迎えた。1945年（昭和20年）12月、予備役に編入された。1947年（昭和22年）11月28日、公職追放仮指定を受けた。
戦後、静岡新聞論説委員を務め、軍事評論家となった。

## 著作
- 講『陸軍訓練講座 第四年次』社会教育会 1930
- 『ペレコープの戦 : ソウィエト聯邦建国史上に有名なる国内戦』偕行社編纂部 1934
- 『ソ連の…きのう・きよう・あした』自由アジア社 1960